# Sajjada Nashin
Il Sajjāda Nashīn (in arabo سجّادہ ﻧﺸﻴﻦ‎?) è un discendente di un sufi (pīr in contesto persiano) o di un discepolo (murīd) di un Pīr, che vive nei pressi del monumento sepolcrale eretto sul luogo d'inumazione di un Pīr o nelle vicinanze della sua tomba, chiamata Dargah o mazar.